# Francis Vielé-Griffin
Francis Vielé-Griffin (ur. 26 maja 1864 w Norfolk, st. Wirginia, USA; zm. 12 listopada 1937 w Bergerac, dep. Dordogne, Francja) – francuski poeta; przedstawiciel symbolizmu, mistrz wiersza białego.

## Życiorys
Urodzony w USA, po ojcu Egbercie Ludovicusie Viele (inżynierze budowlanym, członku Izby Reprezentantów i oficerze Armii Unii z czasów wojny secesyjnej), był potomkiem liońskich protestantów, którzy w XVII wieku przenieśli się do USA, po matce – potomkiem szetlandzkich katolików, którzy w tym samym czasie zbiegli tam przed prześladowaniami Cromwella.
Rodzice rozeszli się, gdy miał 9 lat. Francis pozostał z matką i przyjął jej nazwisko, Griffin. Następnie oboje przenieśli się do Francji do Paryża, gdzie podjął naukę. Szybko jednak ją zarzucił i poświęcił się całkowicie literaturze.
Jako poeta debiutował w roku 1886. Zajął się też dziennikarstwem.
Był w bliskich stosunkach z Henrim de Régnierem, Stéphanem Mallarmé, przyjaźnił się z André Gidem, Émilem Verhaerenem, Francisem Jammes'em, Paulem Valéry, wszedł do paryskich salonów literackich, występował w kabarecie.
Swój czas dzielił pomiędzy Paryż i okolice Turenii.

## Poezja Francisa Vielé-Griffina
Jego poezja charakteryzuje się wyrafinowaną estetyką, miłością do natury oraz żywą i radosną percepcją otaczającego go świata. Zawiera wiele zapożyczeń z folkloru i odniesień do greckich, skandynawskich, germańskich i francuskich mitów, baśni, legend i opowieści.

## Ważniejsze prace
- Cueille d'avril (1885)

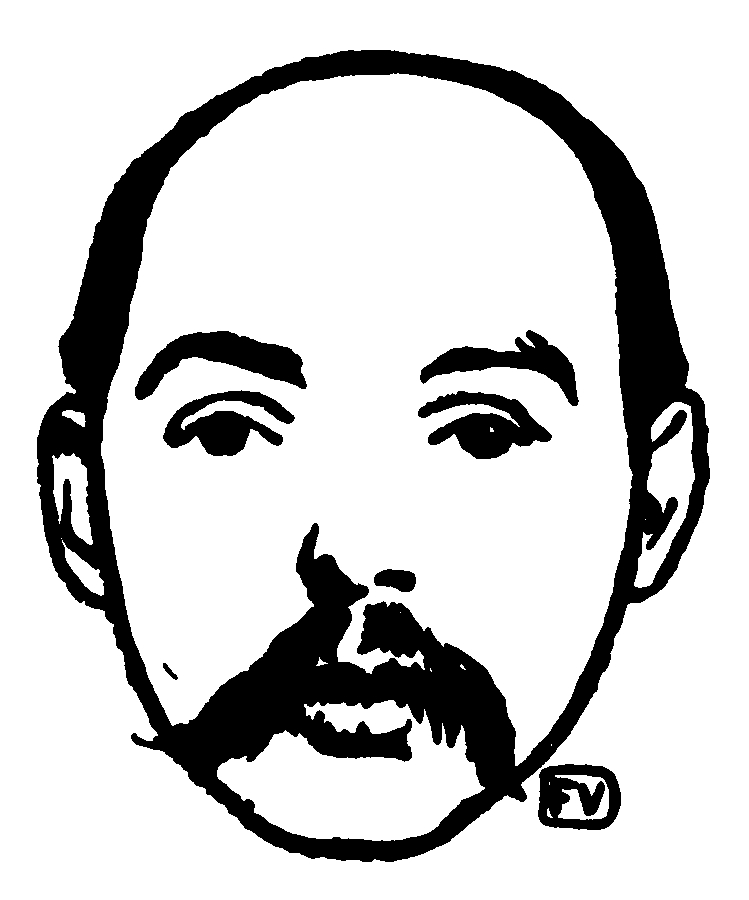
Francis Viélé-Griffin (ok. 1898) – portret autorstwa Félixa Vallottona.

- Les Cygnes (1887; nowe wydanie, 1892)
- La Chevauchée d'Yeldis (1893)
- Swanhilde, dramat poetyczny (1894)
- Laus Veneris (1895), przekłady z Algernona Charlesa Swinburne'a
- Poèmes et Poésies (1895), zbiór poezji zawierający także liczne wcześniejsze prace
- Phocas le jardinier (1898)
- La Légende ailee de Wieland le Forgeron (1899), dramat poetyczny.
- L'Amour sacré (1903), wiersze